# Dương Hồng
Dương Hồng (chữ Hán: 杨洪, ? – 228), tự Quý Hưu, người Vũ Dương, Kiền Vi, Ích Châu , quan viên nhà Thục Hán thời Tam Quốc.

## Cuộc đời
Khi Lưu Chương còn nắm quyền Ích Châu, Dương Hồng từng nhậm chức ở nhiều quận. Sau khi Lưu Bị đoạt Ích Châu, Kiền Vi thái thú Lý Nghiêm nhiệm mệnh cho làm Công tào. Về sau Nghiêm muốn dời trị sở của quận Kiền Vi, Hồng cực lực phản đối không được, xin từ nhiệm. Nghiêm bèn tiến cử Hồng làm Thục bộ tòng sự.
Lưu Bị muốn giành Hán Trung, đóng quân ở cửa Dương Bình, yêu cầu Thành Đô phát thêm quân. Gia Cát Lượng hỏi Hồng, đáp: Hán Trung là yết hầu của Ích Châu, có thể quyết định sự còn mất, là mối nguy trước cửa nhà vậy! Bây giờ là lúc, đàn ông tham chiến, đàn bà vận lương, còn nghi ngờ gì!? Khi ấy Thục Quận thái thú Pháp Chính theo Lưu Bị ra trận, Lượng tạm lấy Hồng lĩnh chức Thục Quận thái thú. Trong thời gian lĩnh chức, Hồng có công dẹp loạn, nên được nhiệm chức Thục Quận thái thú. Không lâu sau chuyển nhiệm làm Ích Châu Trị trung tòng sự.
Thục Tiên chủ Lưu Bị phạt Ngô thất bại, chạy về Vĩnh An . Hán Gia  thái thú Hoàng Nguyên nhân lúc Gia Cát Lượng đã đi gặp Tiên chủ, Thành Đô trống rỗng, làm phản, đốt thành Lâm Cung . Hồng tâu lên Thái tử, rồi sai Trần Hốt, Trịnh Xước đi dẹp. Bấy giờ mọi người đều cho rằng Nguyên sau khi thua chạy, ắt quay về Nam Trung cố thủ. Hồng cho rằng hắn ta nhất định trốn sang Giang Đông, sai Hốt, Xước đón đánh ở cửa Nam An Hạp , quả nhiên bắt được Nguyên.
Năm Kiến Hưng đầu tiên (223), Hồng được ban tước Quan Nội hầu, lần nữa được nhiệm mệnh làm Thục Quận thái thú, Trung tiết tướng quân, sau đó đảm nhiệm Việt kị hiệu úy, tiếp tục trị lý Thục Quận.
Hồng không thích học tập, nhưng trung thành siêng năng, đối với việc công cũng khẩn trương như việc nhà. Năm thứ 6 (228), mất khi đang ở chức.

## TrongTam quốc diễn nghĩa
- Hồi 65: đề cập Dương Hồng theo Lưu Chương ra hàng.
- Hồi 80: đề cập Dương Hồng làm trị trung.
- Hồi 91: đề cập Khổng Minh nhiệm mệnh cho Dương Hồng làm Thượng thư. Tam quốc chí không hề nói đến việc này.